# Ракел Олмедо
Ракел Олмедо (шп. Siomara Anicia Orama Leal; Каибаирен, 30. децембар 1937) мексичка је глумица и певачица.